# Claudio Graf
Claudio Fernando Graf (Bahía Blanca, Buenos Aires, Argentina, 31 de enero de 1976) es un exfutbolista y actual entrenador argentino. Actualmente se desempeña cómo segundo entrenador de Club Atlético Lanús de la Primera División de Argentina.

## Trayectoria
Nació en el seno de una familia descendiente de alemanes del Volga. Debutó en 1994 profesionalmente en Liniers de Bahía Blanca y desde entonces ha jugado en Banfield, Racing, Lanús, Quilmes, Independiente, Racing, Colón, Litex Lovech de Bulgaria, Chacarita y San Martín de San Juan.
Desde el 2004 hasta el 2006 se desempeñó en Primera División Argentina del Club Atlético Lanús hasta ser transferido en enero del 2007 al Sakaryaspor de Turquía. Al final de la temporada 2006/2007 de la liga turca, el Sakaryaspor se fue al descenso y jugaría la siguiente temporada en la segunda categoría.
A fines del 2007 el delantero argentino llegó a la ciudad de Guadalajara, para incorporarse a la pretemporada que realizaba su nuevo equipo, los Tiburones Rojos de Veracruz para encarar la temporada 2008 en el torneo Mexicano. Durante el torneo sufrió una rotura de ligamentos en la rodilla, lo que produjo una rescisión de contrato por parte del club mientras el jugador se recuperaba en Argentina.
Una vez resuelto su problema, pasó al Club Deportivo Estudiantes Tecos en calidad de préstamo, pero disputó pocos partidos y a pesar de haber anotado 5 goles en los 7 partidos que jugó no logró continuar en México. Pronto partió a su nuevo club LDU Quito donde que hizo una anotación de sus goles a Barcelona SC en ese 4-0.
En LDU Quito obtuvo sus únicos trofeos como profesional: La Copa Sudamericana y la Recopa Sudamericana.
Luego de un paso fugaz por Chile, donde vistió la camiseta del Colo Colo, retornó a su país donde pelearía la permanencia en primera división de su nuevo club: Gimnasia y Esgrima de La Plata. En ese torneo, y luego de varios años en la máxima categoría del fútbol Argentina, GELP descendería y Claudio Graf partiría a formar parte de San Martín de San Juan. Irónicamente su nuevo club era el que había condenado a su anterior club a la segunda división.
En 2013 se incorpora al Club Atlético Lanús como entrenador de delanteros de las divisiones inferiores. Sale campeón con la cuarta división del club. En 2016 se incorpora a Talleres para dirigir la sexta, hasta 2018. En 2022 fue técnico de reserva e interino de Independiente. Ese mismo año fue confirmado entrenador de Liniers donde se encuentra actualmente.

## Clubes

### Como jugador
| Club                        | País      | Año       | PJ | Goles |
| --------------------------- | --------- | --------- | -- | ----- |
| Liniers de Bahía Blanca     | Argentina | 1994-1995 | 18 | 14    |
| Banfield                    | Argentina | 1995-1996 | 17 | 2     |
| Racing Club                 | Argentina | 1996      | 2  | 0     |
| Quilmes                     | Argentina | 1997      | 15 | 0     |
| Independiente               | Argentina | 1997-1999 | 63 | 14    |
| Colón                       | Argentina | 2000-2002 | 65 | 30    |
| Litex Lovech                | Bulgaria  | 2002-2003 | 22 | 5     |
| Chacarita Juniors           | Argentina | 2003-2004 | 32 | 10    |
| Lanús                       | Argentina | 2004-2006 | 79 | 33    |
| Sakaryaspor                 | Turquía   | 2007      | 10 | 1     |
| Tiburones Rojos de Veracruz | México    | 2008      | 15 | 9     |
| Tecos                       | México    | 2009      | 11 | 5     |
| LDU Quito                   | Ecuador   | 2009-2010 | 23 | 6     |
| Colo-Colo                   | Chile     | 2010      | 11 | 2     |
| GELP                        | Argentina | 2010-2011 | 20 | 4     |
| San Martín de San Juan      | Argentina | 2011      | 19 | 0     |

### Como entrenador
| Club                     | País                 | Año                  | PJ | PG | PE | PP | GF | GC | DG  | EF%    |
| ------------------------ | -------------------- | -------------------- | -- | -- | -- | -- | -- | -- | --- | ------ |
| Lanús (inferiores)       | Argentina            | 2013-2015            | ?  | ?  | ?  | ?  | ?  | ?  | ?   | ?      |
| Talleres (inferiores)    | Argentina            | 2016-2018            | ?  | ?  | ?  | ?  | ?  | ?  | ?   | ?      |
| Independiente (reserva)  | Argentina            | 2022                 | 21 | 9  | 5  | 7  | 30 | 26 | +4  | 50.79% |
| Independiente (interino) | Argentina            | 2022                 | 3  | 0  | 1  | 2  | 1  | 3  | -2  | 11.11% |
| Liniers                  | Argentina            | 2023                 | 20 | 5  | 3  | 12 | 14 | 25 | -11 | 30%    |
| Total en sus equipos     | Total en sus equipos | Total en sus equipos | 44 | 14 | 9  | 21 | 45 | 54 | -9  | 38.64% |

### Como ayudante de campo
| Club           | País      | Año       |
| -------------- | --------- | --------- |
| San Martín (T) | Argentina | 2018-2019 |
| Alvarado       | Argentina | 2020-2021 |

## Palmarés

### Campeonatos internacionales
| Título              | Club      | País    | Año  |
| ------------------- | --------- | ------- | ---- |
| Recopa Sudamericana | LDU Quito | Ecuador | 2009 |
| Copa Sudamericana   | LDU Quito | Ecuador | 2009 |